# ستيفيناغ بوروه
نادي ستيفيناغ بوروه لكرة القدم (بالإنجليزية: Stevenage Borough Football Club)‏ نادي كرة قدم إنجليزي يلعب في دوري الدرجة الثانية . تم تأسيس النادي في سنة 1976 .